# Дикая груша (фильм)
«Дикая груша» (тур. Ahlat Ağacı) — кинофильм турецкого режиссёра Нури Бильге Джейлана 2018 года. Мировая премьера фильма состоялась 18 мая 2018 года на 71-м Каннском международном кинофестивале, где он участвовал в основном конкурсе.

## Сюжет
Человек, который стремится стать писателем, возвращается в деревню, где он вырос. Здесь он сталкивается с тем, что его отец оставил большие долги.

## В ролях
- Ахмет Рыфат Шунгар — Синан
- Мурат Джемджир — Идрис
- Бенну Йылдырымлар — Асуман
- Хазар Эргючлю — Хатидже
- Эрджюмент Балакоглу — дедушка Рамазан
- Серкан Кескин — Сулейман
- Тамер Левент — дедушка Реджеп

## Производство
Съёмки фильма начались в сентябре 2016 года в районе Енидже (провинция Чанаккале) и продолжились в деревнях Торхасан и Асмалы, а также в приморском городе Чанаккале. Они продолжались в течение трёх с половиной месяцев.

## Критика
На сайте Rotten Tomatoes фильм имеет рейтинг 94 % основанный на 81 отзыве, со средней оценкой 8.40/10. Консенсус критиков гласит: «В фильме показан опыт молодого человека, окончившего школу, и ставящего вдумчивые, увлекательные вопросы о жизни в современной Турции — и во всём мире».